# Рябченко Олександр Володимирович
Рябченко Олександр Володимирович (нар. 25 серпня 1953, м. Дніпропетровськ) — український політик. Колишній голова Фонду державного майна України (1 квітня 2010 — 19 червня 2014). Доктор економічних наук.

## Біографія
Народився 25 серпня 1953 року у  місті Дніпропетровськ . Українець.

## Родина
- Батько - Володимир Спиридонович, 1918 - 1972 рр.
- Мати - Олександра Василівна, 1923 року.
- Дружина - Стелла Михайлівна, 1954 року.
- Син - Сергій, 1992 року.

## Освіта
1971 - 1976 рр. - Дніпропетровський державний університет, механіко - математичний факультет , механік, «Динаміка і міцність машин». Докторська дисертація «Аналіз концепції та механізмів приватизації в Україні в порівнянні з досвідом нових земель Німеччини».

## Кар`єра
- 1976 - 1979 рр. -  аспірант Дніпропетровського державного університету.
- З січня 1980 року -  молодший науковий працівник,
- З 1986 року -  старший науковий працівник,
- 1988 - 1990 рр. -  завідувач лабораторії економічних методів управління Всесоюзного науково - дослідного і конструкторсько-технологічного інституту трубної промисловості, місто Дніпропетровськ.
- Березень 1990 -1993 рр. -  депутат, голова постійної комісії з питань планування, бюджету, фінансів і економіки Дніпропетровської міськради народних депутатів.
- Липень 1993 року по липень 1994 року - голова правління АБ «Муніципальний банк».
- З травня 2002 року -  директор Міжнародного інституту приватизації, управління власністю та інвестицій.
- Березень — квітень 2010 року - перший заступник Голови Фонду державного майна України.

1 квітня 2010 року  по 19 червня 2014 року - призначений на посаду Голови Фонду державного майна України.
Народний депутат України 2-го скликання з квітня 1994 року (2-й тур) до квітня 1998, Вузівський виборчий округ № 75, Дніпропетровська область, висунутий виборцями. Член Комітету з питань фінансів і банківської діяльності.
Голова Контрольної комісії Верховної Ради України з питань приватизації. Член групи «Єдність». На час виборів - «Муніципальний банк», голова правління.
Народний депутат України 3-го скликання з березня 1998 року до квітня 2002 року, виборчий округ № 25, Дніпропетровська область. На час виборів - народний депутат України. Ч
лен Комітету з питань економічної політики, управління народним господарством, власності та інвестицій з липня 1998 року.
Член фракції ПЗУ з травня 1998 року.
Голова Спеціальної контрольної комісії з питань приватизації з липня 1998 року.
Володіє англійською мовою.
Захоплення: футбол.

## Державні нагороди
- Орден «За заслуги» III ст. (25 серпня 2013) — за значний особистий внесок у реалізацію державної політики у сфері приватизації та управління державною власністю, багаторічну сумлінну працю, високий професіоналізм[4]
- Заслужений економіст України (24 серпня 2012) — за значний особистий внесок у соціально-економічний, науково-технічний, культурно-освітній розвиток Української держави, вагомі трудові здобутки, багаторічну сумлінну працю та з нагоди 21-ї річниці незалежності України[5]